# Barrage d'Arun III
Le barrage d'Arun III est un projet hydroélectrique situé à l'est du Népal, dans le district de Sankhuwasabha. Longtemps en discussion, le projet est suspendu en 1995 à la suite du retrait des financements de la Banque mondiale, après plusieurs controverses sur les impacts environnementaux du barrage.
Le projet a été relancé en 2014 avec le développeur indien SJVN. La construction du barrage a commencé en mai 2018 et son achèvement est prévu en 2023.

## Histoire
En 2014, le projet est relancé ; l'accord de développement du projet est signé en novembre 2014 par le Bureau d'investissement du Népal et le développeur indien SAPDC, filiale de Satluj Jal Vidyut Nigam (SJVN).
La construction du barrage a commencé en mai 2018 et son achèvement est prévu en 2023. L'accord final assurant le financement est signé en février 2020 entre les gouvernements indien et népalais.

## Caractéristiques
L'aménagement hydroélectrique Arun III est en construction depuis mai 2018 sur la rivière Arun dans le district de Sankhuwasabha de la Province 1, à l'est du Népal. Sa puissance installée est de 900 MW et sa production annuelle est estimée à 4 019 GWh.
Le barrage aura une hauteur de 70 m et une longueur de 466 m. Sa capacité de stockage sera de 13,9 Mm3. La conduite forcée aura une longueur de 11,74 km et un diamètre de 9,5 m2. La salle des machines souterraine comprendra 4 turbines Francis de 225 MW chacune. La hauteur de chute brute sera de 308 m et la hauteur de chute nette du projet de 286 m. L'électricité produite sera évacuée jusqu'à la frontière indienne par une ligne à courant continu haute tension à 400 kV de 300 km.
Le projet est développé selon le modèle build–own–operate–transfer (BOOT) par Satluj Jal Vidyut Nigam (SJVN), coentreprise entre le gouvernement indien et le gouvernement de l'Himachal Pradesh. SJVN, créé en 2013 pour développer le projet, signe un mémorandum d'entente avec le gouvernement du Népal en mars 2018 ; SJVN exploite la centrale dans le cadre d'une concession de 30 ans, à l'issue de laquelle la propriété de l'ouvrage sera transférée au gouvernement népalais. Pendant la concession, le Népal recevra gratuitement 21,9 % de l'électricité produite.
Le financement de l'aménagement hydroélectrique est pris en charge en février 2020 par sept banques indiennes et népalaises pour un total de 890 millions de dollars. Le gouvernement indien approuve en février 2019 un investissement de 192 millions de dollars pour la ligne de transport.